# EMC10
EMC10 (англ. ER membrane protein complex subunit 10) – білок, який кодується однойменним геном, розташованим у людей на довгому плечі 19-ї хромосоми. Довжина поліпептидного ланцюга білка становить 262 амінокислот, а молекулярна маса — 27 347.
| 10         |  | 20         |  | 30         |  | 40         |  | 50         |
| ---------- |  | ---------- |  | ---------- |  | ---------- |  | ---------- |
| MAAASAGATR |  | LLLLLLMAVA |  | APSRARGSGC |  | RAGTGARGAG |  | AEGREGEACG |
| TVGLLLEHSF |  | EIDDSANFRK |  | RGSLLWNQQD |  | GTLSLSQRQL |  | SEEERGRLRD |
| VAALNGLYRV |  | RIPRRPGALD |  | GLEAGGYVSS |  | FVPACSLVES |  | HLSDQLTLHV |
| DVAGNVVGVS |  | VVTHPGGCRG |  | HEVEDVDLEL |  | FNTSVQLQPP |  | TTAPGPETAA |
| FIERLEMEQA |  | QKAKNPQEQK |  | SFFAKYWMYI |  | IPVVLFLMMS |  | GAPDTGGQGG |
| GGGGGGGGGS |  | GR         |  |            |  |            |  |            |

A: Аланін

C: Цистеїн

D: Аспарагінова кислота

E: Глутамінова кислота

F: Фенілаланін

G: Гліцин

H: Гістидин

I: Ізолейцин

K: Лізин

L: Лейцин

M: Метіонін

N: Аспарагін

P: Пролін

Q: Глутамін

R: Аргінін

S: Серин

T: Треонін

V: Валін

W: Триптофан

Задіяний у такому біологічному процесі, як альтернативний сплайсинг. 
Локалізований у мембрані.
Також секретований назовні.